# Potsdamer Altertumswissenschaftliche Beiträge
Die Potsdamer Altertumswissenschaftlichen Beiträge (PAwB) sind eine wissenschaftliche Schriftenreihe auf dem Gebiet der klassischen Altertumswissenschaften. Sie bietet ein internationales Forum für Arbeiten aus unterschiedlichen altertumswissenschaftlichen Disziplinen, die sich an ein weites und über die Fächergrenzen hinausreichendes Publikum wenden und damit ausdrücklich auch eine Leserschaft über einen kleinen Spezialistenkreis hinaus erreichen wollen. Mit ihrem kulturwissenschaftlich orientierten Programm verstehen sie sich als kulturhistorisches Organ.
Die Potsdamer Altertumswissenschaftlichen Beiträge erscheinen seit 1999 im Franz Steiner Verlag in Stuttgart. Sie werden vom spanischen Althistoriker Pedro Barceló (Universität Potsdam), Peter Riemer (vormals Universität Potsdam, heute Universität des Saarlandes, Saarbrücken), dem Altphilologen und Religionshistoriker Jörg Rüpke (vormals Universität Potsdam, heute Universität Erfurt) und vom franco-luxemburgischen Althistoriker und Religionshistoriker John Scheid (Collège de France) herausgegeben. 2021 wechselte das Herausgebergremium; die Reihe wird nun von Elisabeth Begemann (Antike Religionsgeschichte, Universität Erfurt), Daniela Bonanno (Antike Geschichte, Università degli Studi di Palermo), Filippo Carlà-Uhink (Alte Geschichte, Universität Potsdam), Anna-Katherina Rieger (Klassische Archäologie, Universität Graz) und Katharina Wesselmann (Klassische Philologie, Universität Potsdam) herausgegeben. 
Die Herausgeberschaft ist eng mit den altertumswissenschaftlichen Fachbereichen der Universität Potsdam verbunden. Die Reihe besteht zu einem Großteil aus Hochschulschriften und Tagungsbänden. Daneben gibt es eigenständige Monographien, aber auch Handbücher oder thematische Sammelbände. So es die Themen erfordern, werden auch Bildtafeln in größerer Zahl, thematische Indices oder andere Formen der Texterschließung geboten. Erschienen zunächst im Schnitt ein bis zwei Bände im Jahr, waren es zuletzt bis zu fünf. 
Hauptpublikationssprache ist deutsch, doch sind auch andere große Wissenschaftssprachen der antiken Literatur-, Geschichts- und Kulturwissenschaften möglich (englisch, französisch, italienisch, spanisch). Inhaltlich werden alle Bereiche der klassischen Altertumswissenschaften aufgenommen, althistorische Arbeiten ebenso wie Arbeiten zur Klassischen Archäologie und der Klassischen Philologie. Einen Schwerpunkt bildet die Antike Religionsgeschichte.
| Band | Autor/ Herausgeber                                                              | Titel | Jahr | ISBN                   | Publikationsform | Bemerkungen |
| 1    | Christophe Batsch                                                               | Zwischen Krise und Alltag: Antike Religionen im Mittelmeerraum = Conflit et normalité | 1999 | ISBN 3-515-07513-5     | Kongressband     | teilweise französisch |
| 2    | Ulrike Egelhaaf-Gaiser                                                          | Kulträume im römischen Alltag. Das Isisbuch des Apuleius und der Ort von Religion im kaiserzeitlichen Rom | 2000 | ISBN 3-515-07766-9     | Dissertation     | |
| 3    | Christiane Kunst, Ulrike Riemer                                                 | Grenzen der Macht. Zur Rolle der römischen Kaiserfrauen | 2000 | ISBN 3-515-07819-3     | Kongressband     | |
| 4    | Jörg Rüpke                                                                      | Von Göttern und Menschen erzählen. Formkonstanzen und Funktionswandel vormoderner Epik | 2001 | ISBN 3-515-07851-7     | Kongressband     | Rezension durch Alessandro Barchiesi im Bryn Mawr Classical Review (englisch) |
| 5    | Silke Knippschild                                                               | „Drum bietet zum Bunde die Hände“. Rechtssymbolische Akte in zwischenstaatlichen Beziehungen im orientalischen und griechisch-römischen Altertum                                                                | 2002 | ISBN 3-515-08079-1     | Dissertation     | |
| 6    | Christoph Auffarth, Jörg Rüpke                                                  | Epitomē tēs oikumenēs = Studien zur römischen Religion in Antike und Neuzeit. Für Hubert Cancik und Hildegard Cancik-Lindemaier                                                                                 | 2002 | ISBN 3-515-08210-7     | Festschrift      | teilweise englisch |
| 7    | Ulrike Riemer, Peter Riemer                                                     | Xenophobie - Philoxenie. Vom Umgang mit Fremden in der Antike | 2005 | ISBN 3-515-08195-X     | Kongressband     | |
| 8    | Patricia Just                                                                   | Imperator et episcopus. Zum Verhältnis von Staatsgewalt und christlicher Kirche zwischen dem 1. Konzil von Nicaea (325) und dem 1. Konzil von Konstantinopel (381)                                              | 2003 | ISBN 3-515-08247-6     | Dissertation     | |
| 9    | Ruth Stepper                                                                    | Augustus et sacerdos. Untersuchungen zum römischen Kaiser als Priester | 2003 | ISBN 3-515-08445-2     | Habilitation     | |
| 10   | Alessandro Barchiesi                                                            | Rituals in ink. A Conference on Religion and Literary Production in Ancient Rome, held at Stanford University in February 2002                                                                                  | 2004 | ISBN 3-515-08526-2     |                  | |
| 11   | Dirk Steuernagel                                                                | Kult und Alltag in römischen Hafenstädten. Soziale Prozesse in archäologischer Perspektive | 2004 | ISBN 3-515-08364-2     | Habilitation     | Rezension durch Dorothea Rohde bei Sehepunkte |
| 12   | Jörg Rüpke, Anne Glock                                                          | Fasti sacerdotum. Die Mitglieder der Priesterschaften und das sakrale Funktionspersonal römischer, griechischer, orientalischer und jüdisch-christlicher Kulte in der Stadt Rom von 300 v. Chr. bis 499 n. Chr. | 2005 | ISBN 3-515-07456-2     |                  | 3 Bände: I: Jahres- und Kollegienlisten; II: Biographien; III: Beiträge zur Quellenkunde und Organisationsgeschichte, Bibliographie, Register - mit einer CD zur Erschließung des prosopographischen Materials von Bernd Nüsslein; Rezension durch Peter Herz bei Sehepunkte |
| 13   | Annette Hupfloher                                                               | Heiligtum und Kultpraxis im kaiserzeitlichen Griechenland | 2006 | ISBN 3-515-08263-8     |                  | |
| 14   | Dorothee Elm von der Osten                                                      | Texte als Medium und Reflexion von Religion im römischen Reich | 2006 | ISBN 3-515-08641-2     | Kongressband     | |
| 15   | Clifford Ando, Jörg Rüpke                                                       | Religion and law in classical and christian Rome | 2006 | ISBN 3-515-08854-7     | Aufsatzsammlung  | Rezension durch Roman Lapyrjonok bei Sehepunkte |
| 16   | Corinne Bonnet                                                                  | Religions orientales - culti misterici. Neue Perspektiven - nouvelles perspectives - prospettive nuove. Im Rahmen des trilateralen Projektes „Les religions orientales dans le monde grèco-romain“              | 2006 | ISBN 3-515-08871-7     | Kongressband     | teilweise italienisch und französisch |
| 17   | Andreas Bendlin                                                                 | Römische Religion im historischen Wandel. Diskursentwicklung von Plautus bis Ovid | 2008 | ISBN 978-3-515-08828-2 |                  | |
| 18   | Virgilio Masciadri                                                              | Eine Insel im Meer der Geschichten. Untersuchungen zu Mythen aus Lemnos | 2008 | ISBN 978-3-515-08818-3 | Habilitation     | |
| 19   | Francesca Prescendi                                                             | Décrire et comprendre le sacrifice. Les réflexions des Romains sur leur propre religion à partir de la littérature antiquaire                                                                                   | 2007 | ISBN 3-515-08888-1     | Dissertation     | französisch |
| 20   | Dorothee Elm von der Osten                                                      | Liebe als Wahnsinn. Die Konzeption der Göttin Venus in den Argonautica des Valerius Flaccus | 2007 | ISBN 3-515-08958-6     | Dissertation     | |
| 21   | Frederick E. Brenk                                                              | With unperfumed voice. Studies in Plutarch, in Greek literature, religion and philosophy, and in the New Testament background                                                                                   | 2007 | ISBN 3-515-08929-2     | Aufsatzsammlung  | englisch |
| 22   | David Engels                                                                    | Das römische Vorzeichenwesen (753 – 27 v. Chr.). Quellen, Terminologie, Kommentar, historische Entwicklung | 2007 | ISBN 3-515-09027-4     | Dissertation     | Rezension durch William Eugene Klingshirn in The Classical Review 59 (2001), S. 215f. |
| 23   | Ilinca Tanaseanu-Döbler                                                         | Konversion zur Philosophie in der Spätantike. Kaiser Julian und Synesios von Kyrene | 2008 | ISBN 978-3-515-09092-6 | Dissertation     | |
| 24   | Günther Schörner, Darja Šterbenc Erker                                          | Medien religiöser Kommunikation im Imperium Romanum | 2008 | ISBN 978-3-515-09188-6 |                  | |
| 25   | Helmut Krasser, Dennis Pausch, Ivana Petrovic                                   | Triplici invectus triumpho. Der römische Triumph in augusteischer Zeit | 2008 | ISBN 978-3-515-09249-4 | Sammelband       | |
| 26   | Attilio Mastrocinque                                                            | Des Mystères de Mithra aux Mystères de Jésus | 2009 | ISBN 978-3-515-09250-0 |                  | |
| 27   | Jörg Rüpke, John Scheid                                                         | Bestattungsrituale und Totenkult in der römischen Kaiserzeit. Rites funéraires et culte des morts aux temps impériales                                                                                          | 2010 | ISBN 978-3-515-09190-9 | Kolloquiumsband  | teilweise französisch; Rezension durch Anne Kolb in Bonner Jahrbücher (2009 (209), S. 392–394) |
| 28   | Christoph Auffarth                                                              | Religion auf dem Lande. Entstehung und Veränderung von Sakrallandschaften unter römischer Herrschaft | 2009 | ISBN 978-3-515-09347-7 | Kongressband     | |
| 29   | Pedro Barceló                                                                   | Religiöser Fundamentalismus in der römischen Kaiserzeit | 2010 | ISBN 978-3-515-09444-3 | Sammelband       | |
| 30   | Christa Frateantonio, Helmut Krasser                                            | Religion und Bildung. Medien und Funktionen religiösen Wissens in der Kaiserzeit | 2010 | ISBN 978-3-515-09690-4 | Sammelband       | |
| 31   | Philippe Bornet                                                                 | Rites et pratiques de l’hospitalité . Mondes juifs et indiens anciens | 2010 | ISBN 978-3-515-09689-8 |                  | französisch |
| 32   | Giorgio Ferri                                                                   | Tutela urbis. Il significato e la concezione della divinità tutelare cittadina nella religione romana | 2010 | ISBN 978-3-515-09785-7 |                  | italienisch |
| 33   | James H. Richardson, Federico Santangelo                                        | Priests and State in the Roman World | 2011 | ISBN 978-3-515-09817-5 | Sammelband       | englisch; Rezension durch Marietta Horster bei Sehepunkte |
| 34   | Peter Eich                                                                      | Gottesbild und Wahrnehmung. Studien zu Ambivalenzen früher griechischer Götterdarstellungen (ca. 800 v. Chr. – ca. 400 v. Chr.)                                                                                 | 2010 | ISBN 978-3-515-09855-7 | Habilitation     | |
| 35   | Mihály Loránd Dészpa                                                            | Peripherie-Denken. Transformation und Adaption des Gottes Silvanus in den Donauprovinzen (1.–4. Jahrhundert n. Chr.)                                                                                            | 2012 | ISBN 978-3-515-09945-5 | Dissertation     | |
| 36   | Attilio Mastrocinque, Concetta Giuffré Scibona                                  | Demeter, Isis, Vesta, and Cybele. Studies in Greek and Roman religion in honour of Giulia Sfameni Gasparro | 2012 | ISBN 978-3-515-10075-5 | Sammelband       | teilweise englisch und französisch |
| 37   | Elisabeth Begemann                                                              | Schicksal als Argument Ciceros Rede vom fatum in der späten Republik | 2012 | ISBN 978-3-515-10109-7 | Dissertation     | Rezension durch Ingo Gildenhard bei Sehepunkte (englisch) |
| 38   | Christiane Nasse                                                                | Erdichtete Rituale. Die Eingeweideschau in der lateinischen Epik und Tragödie | 2012 | ISBN 978-3-515-10133-2 | Dissertation     | |
| 39   | Michaela Stark                                                                  | Göttliche Kinder. Ikonographische Untersuchung zu den Darstellungskonzeptionen von Gott und Kind bzw. Gott und Mensch in der griechischen Kunst                                                                 | 2012 | ISBN 978-3-515-10139-4 | Dissertation     | |
| 40   | Charalampos Tsochos                                                             | Die Religion in der römischen Provinz Makedonien | 2012 | ISBN 978-3-515-09448-1 | Habilitation     | Rezension durch Elias Sverkos bei Sehepunkte; Rezension durch Paschalis Paschidis in Tyche 30 (2015) S. 289–291. |
| 41   | Ioanna Patera                                                                   | Offrir en Grèce ancienne. Gestes et contextes | 2012 | ISBN 978-3-515-10188-2 | Dissertation     | französisch; Rezension durch Miguel Herrero de Jáuregui bei Sehepunkte (englisch) |
| 42   | Vera Sauer                                                                      | Religiöses in der politischen Argumentation der späten römischen Republik. Ciceros Erste Catilinarische Rede – eine Fallstudie                                                                                  | 2013 | ISBN 978-3-515-10302-2 | Dissertation     | |
| 43   | Darja Sterbenc Erker                                                            | Religiöse Rollen römischer Frauen in „griechischen“ Ritualen | 2013 | ISBN 978-3-515-10450-0 | Habilitation     | |
| 44   | Peter Eich, Eike Faber                                                          | Religiöser Alltag in der Spätantike | 2013 | ISBN 978-3-515-10442-5 | Tagungsband      | teilweise englisch |
| 45   | Nicola Cusumano, Valentino Gasparini, Attilio Mastrocinque, Jörg Rüpke          | Memory and Religious Experience in the Greco-Roman World | 2013 | ISBN 978-3-515-10425-8 | Tagungsband      | englisch |
| 46   | Veit Rosenberger                                                                | Divination in the Ancient World. Religious Options and the Individual | 2013 | ISBN 978-3-515-10629-0 |                  | englisch; Rezension durch Max Nelson im Bryn Mawr Classical Review (englisch) |
| 47   | Francesco Massa                                                                 | Tra la vigna e la croce. Dioniso nei discorsi letterari e figurativi cristiani (II–IV secolo) | 2014 | ISBN 978-3-515-10631-3 |                  | italienisch |
| 48   | Marco Ladewig                                                                   | Rom – Die antike Seerepublik. Untersuchungen zur Thalassokratie der res publica populi romani von den Anfängen bis zur Begründung des Principat                                                                 | 2014 | ISBN 978-3-515-10730-3 | Dissertation     | Rezension durch Christian Wendt bei Sehepunkte |
| 49   | Attilio Mastrocinque                                                            | Bona Dea and the Cults of Roman Women | 2014 | ISBN 978-3-515-10752-5 |                  | englisch; Rezension durch Joshua Langseth bei Sehepunkte (englisch) |
| 50   | Julietta Steinhauer-Hogg                                                        | Religious Associations in the Post-Classical Polis | 2014 | ISBN 978-3-515-10646-7 | Dissertation     | englisch; Rezension durch Vincent Gabrielsen bei Sehepunkte (englisch) |
| 51   | Eike Faber                                                                      | Von Ulfila bis Rekkared. Die Goten und ihr Christentum | 2014 | ISBN 978-3-515-10926-0 | Dissertation     | |
| 52   | Juan Manuel Cortés Copete, Elena Muñiz Grijalvo, Fernando Lozano Gómez          | Ruling the Greek World. Approaches to the Roman Empire in the East | 2015 | ISBN 978-3-515-11135-5 |                  | englisch und französisch; Rezension durch Juan Manuel Cortés Copete bei Sehepunkte (italienisch) |
| 53   | Mirella Romero Recio                                                            | La caída del Imperio Romano. Cuestiones historiográficas | 2016 | ISBN 978-3-515-10963-5 | Tagungsband      | spanisch und deutsch |
| 54   | Clifford Ando                                                                   | Citizenship and Empire in Europe 200–1900. The Antonine Constitution after 1800 years | 2016 | ISBN 978-3-515-11187-4 | Tagungsband      | englisch |
| 55   | Valentino Gasparini                                                             | Vestigia. Miscellanea di studi storico-religiosi in onore di Filippo Coarelli nel suo 80° anniversario | 2016 | ISBN 978-3-515-10747-1 |                  | italienisch, englisch und französisch |
| 56   | James J. Clauss, Martine Cuypers, Ahuvia Kahane                                 | The Gods of Greek Hexameter Poetry. From the Archaic Age to Late Antiquity and Beyond | 2016 | ISBN 978-3-515-11523-0 |                  | englisch |
| 57   | Katharina Waldner, Richard Gordon, Wolfgang Spickermann                         | Burial Rituals, Ideas of Afterlife, and the Individual in the Hellenistic World and the Roman Empire | 2016 | ISBN 978-3-515-11546-9 |                  | englisch und deutsch |
| 58   | Jessica Schrader                                                                | Gespräche mit Göttern. Die poetologische Funktion kommunikativer Kultbilder bei Horaz, Tibull und Properz | 2017 | ISBN 978-3-515-11700-5 | Dissertation     | |
| 59   | Timo Klär                                                                       | Die Vasconen und das Römische Reich. Der Romanisierungsprozess im Norden der Iberischen Halbinsel | 2017 | ISBN 978-3-515-11739-5 | Dissertation     | |
| 60   | Hans-Ulrich Wiemer                                                              | Kulträume. Studien zum Verhältnis von Kult und Raum in alten Kulturen | 2017 | ISBN 978-3-515-11769-2 | Tagungsband      | |
| 61   | Christopher Degelmann                                                           | Squalor. Symbolisches Trauern in der Politischen Kommunikation der Römischen Republik und Frühen Kaiserzeit | 2018 | ISBN 978-3-515-11784-5 |                  | |
| 62   | Lara Dubosson-Sbriglione                                                        | Le culte de la Mère des dieux dans l’Empire romain | 2018 | ISBN 978-3-515-11990-0 |                  | |
| 63   | Daniel Albrecht, Katharina Waldner                                              | „Zu Tisch bei den Heiligen …“. Askese, Nahrung und Individualisierung im spätantiken Mönchstum | 2018 | ISBN 978-3-515-12087-6 | Kolloquiumsband  | mit Beiträgen aus dem Gedenkkolloquium für Veit Rosenberger |
| 64   | Katharina Degen                                                                 | Der Gemeinsinn der Märtyrer. Die Darstellung gemeinwohlorientierten Handelns in den frühchristlichen Martyriumsberichten                                                                                        | 2018 | ISBN 978-3-515-12153-8 | Dissertation     | |
| 65   | Roberto Alciati                                                                 | Norm and Exercise. Christian asceticism between late antiquity and early middle ages | 2018 | ISBN 978-3-515-12154-5 | Sammelband       | englisch, teilweise französisch |
| 66   | Isolde Kurzmann-Penz                                                            | Zur literarischen Fiktion von Kindheit. Überlegungen zu den apokryphen Kindheitsevangelien Jesu im Rahmen der antiken Biographie                                                                                | 2018 | ISBN 978-3-515-12152-1 |                  | |
| 67   | Tanja Scheer                                                                    | Natur – Mythos – Religion im antiken Griechenland. Nature – Myth – Religion in Ancient Greece | 2019 | ISBN 978-3-515-12208-5 | Sammelband       | teilweise englisch |
| 68   | Javier Andreu (Hrsg.), Aitor Blanco-Pérez (Hrsg.)                               | Signs of weakness and crisis in the Western cities of the Roman Empire (c. II–III AD) | 2019 | ISBN 978-3-515-12406-5 | Sammelband       | englisch, teilweise spanisch |
| 69   | Marianne Wifstrand Schiebe                                                      | Das anthropomorphe Gottesbild. Berechtigung und Ursprung aus der Sicht antiker Denker | 2020 | ISBN 978-3-515-12419-5 |                  | englisch |
| 70   | Adam Ziolkowski                                                                 | From "Roma quadrata" to "la grande Roma dei Tarquini". A Study of the Literary Tradition on Rome | 2019 | ISBN 978-3-515-12451-5 |                  | englisch |
| 71   | Eike Faber (Hrsg.), Timo Klär (Hrsg.)                                           | Zwischen Hunger und Überfluss. Antike Diskurse über die Ernährung | 2020 | ISBN 978-3-515-12628-1 | Sammelband       | deutsch, teilweise spanisch, französisch, englisch |
| 72   | Claudia Beltrão da Rosa (Hrsg.), Federico Santangelo (Hrsg.)                    | Cicero and Roman Religion. Eight Studies | 2020 | ISBN 978-3-515-12643-4 | Sammelband       | englisch |
| 73   | Vladimir D. Mihajlovic (Hrsg.), Marko A. Jankovic (Hrsg.)                       | Pervading Empire. Relationality and Diversity in the Roman Provinces | 2020 | ISBN 978-3-515-12716-5 | Sammelband       | englisch |
| 74   | Attilio Mastrocinque (Hrsg.), Joseph E. Sanzo (Hrsg.), Marianna Scapini (Hrsg.) | Ancient Magic. Then and Now | 2020 | ISBN 978-3-515-12796-7 | Sammelband       | englisch, teilweise spanisch und italienisch |
| 75   | Chris Mowat                                                                     | Engendering the Future. Divination and the Construction of Gender in the Late Roman Republic | 2021 | ISBN 978-3-515-12934-3 |                  | englisch |
| 76   | Cordula Bachmann (Hrsg.), Johanna Leithoff (Hrsg.), Katharina Waldner (Hrsg.)   | Liminalisierung. Konfigurationen des Übergangs in antiken Kulturen | 2021 | ISBN 978-3-515-12933-6 | Sammelband       | |
| 77   | Oliver Bräckel                                                                  | Flucht auswärtiger Eliten ins Römische Reich. Asyl und Exil | 2021 | ISBN 978-3-515-13080-6 |                  | deutsch |
| 78   | Francesca Mazzilli (Hrsg.), Dies van der Linde (Hrsg.)                          | Dialectics of Religion in the Roman World | 2021 | ISBN 978-3-515-13066-0 | Sammelband       | englisch |
| 79   | Franco Luciani                                                                  | Slaves of the People. A Political and Social History of Roman Public Slavery | 2022 | ISBN 978-3-515-13140-7 |                  | englisch |
| 80   | Karin Schlapbach (Hrsg.)                                                        | Aspects of Roman Dance Culture. Religious Cults, Theatrical Entertainment, Metaphorical Appropriations | 2022 | ISBN 978-3-515-13323-4 | Sammelband       | englisch |
| 81   | Annelies Lannoy (Hrsg.), Danny Praet (Hrsg.)                                    | The Early Christian Mystery. Early Christianity and the Ancient Mystery Cults in the Work of Franz Cumont and in the History of Scholarship                                                                     | 2023 | ISBN 978-3-515-13197-1 | Sammelband       | englisch |
| 82   | NN                                                                              | NN | NN   |                        |                  | |
| 83   | NN                                                                              | NN | NN   |                        |                  | |
| 84   | Marco Alviz Fernández (Hrsg.), David Hernández de la Fuente (Hrsg.)             | Shaping the "Divine Man". Holiness, Charisma and Leadership in the Graeco-Roman World | 2023 | ISBN 978-3-515-13398-2 | Sammelband       | englisch |
| 85   | Daniela Bonanno                                                                 | Nemesis. Rappresentazioni e pratiche cultuali nella Grecia antica | 2023 | ISBN 978-3-515-13492-7 |                  | italienisch |

Bei Sammelbänden, Kongress-, Tagungs- und Kolloquienbänden sind die Herausgeber angegeben. Wenn nicht anders angemerkt, ist die Sprache des Bandes Deutsch.